# Midne, Brodî
Midne (în ucraineană Мідне) este un sat în comuna Iazlivciîk din raionul Brodî, regiunea Liov, Ucraina.

## Demografie
Componența lingvistică a localității Midne
     Ucraineană (100%)
Conform recensământului din 2001, toată populația localității Midne era vorbitoare de ucraineană (100%).